# Shady Lane
Shady Lane è un singolo del gruppo musicale statunitense Pavement, pubblicato nel 1997 come estratto dal quarto album in studio Brighten the Corners. È stato pubblicato anche come singolo in due parti e come EP, che contiene i lati B di entrambi i singoli inglesi. Il singolo è stato accompagnato da un video diretto da Spike Jonze. "Shady Lane" riuscì a entrare tra le prime 40 posizioni nelle classifiche del Regno Unito.

## Descrizione
L'EP è stato pubblicato il 10 giugno 1997 da Matador Records. Esso raccoglie i lati B dei singoli inglesi di "Shady Lane". "Shady Lane (krossfader)" è una versione molto simile a quella dell'album Brighten the Corners; il pezzo tra il primo ritornello e il secondo verso è accorciato e la parte strumentale nel finale (identificata nell'album come J vs. S) è omessa. La canzone "Slowly Typed" è presente anche in Brighten the Corners, dove è chiamata "Type Slowly". La versione qui presente è abbastanza diversa, più veloce e più lo-fi con un tocco country.

## Tracce

### Part 1 - Shady Lane/Slow Typed
Testi e musiche di Stephen Malkmus.
1. Shady Lane (Krossfader) – 2:33
2. Slowly Typed – 2:52
3. Cherry Area – 1:32

Durata totale: 6:57

### Part 2 - Shady Lane/Wanna Mess You Around
1. Shady Lane (Krossfader) – 2:34
2. Wanna Mess You Around – 1:27
3. No Tan Lines – 3:01

Durata totale: 7:02

### 7-pollici – Shady Lane/Unseen Power of the Picket Fence
1. Shady Lane – 2:33
2. Unseen Power Of The Picket Fence – 3:54

Durata totale: 6:27

### EP
1. Shady Lane (Krossfader) – 2:34
2. Slowly Typed – 2:52
3. Cherry Area – 1:32
4. Wanna Mess You Around – 1:26
5. No Tan Lines – 3:01

## Nella cultura di massa
- Nella serie televisiva Radio Free Roscoe, il soprannome alla radio della protagonista Lily è "Shady Lane". Lily afferma che è stata la canzone "Shady Lane" dei Pavement a ispirarla a suonare la chitarra.